# A1AA1A 62000
Les A1AA1A 62000 constituent une ancienne série de locomotives Diesel de la SNCF.
Réceptionnées par la SNCF en 1946-1947, ces locomotives américaines sont construites par Baldwin sur l'architecture du road switcher adaptée aux exigences françaises. Elles ont pour mission de participer à la reconstitution du parc mis à mal par la Seconde Guerre mondiale et d'entamer la transition de la traction à vapeur vers l'utilisation du Diesel. Équipées d'un moteur Diesel tournant lentement et par conséquent très endurant, elles assurent principalement des services de manœuvre dans une grande partie de la France, jusqu'à la radiation complète de la série en 1993. Leurs principaux handicaps sont leurs dimensions imposantes, leur masse élevée et la médiocre visibilité offerte à leur conducteur.
En 2024, quatre unités sont préservées par des associations de sauvegarde du patrimoine ferroviaire français.

## Origine
À la Libération, pour compenser les pertes de guerre, la SNCF reçoit les locomotives à vapeur 141 R, mais aussi une série de locomotives Diesel. L'industrie française ne permettant pas de construire ces locomotives Diesel dans les délais requis, la SNCF se tourne vers des constructeurs américains et les commandes sont passées dans le cadre du programme Lend-Lease à raison de trente locomotives le 3 août 1945 puis soixante-dix le 15 janvier 1946. Elles sont construites par la firme Baldwin Locomotive Works (moteur, parte mécanique et assemblage final) en collaboration avec la Westinghouse Electric Corporation (équipement électrique) en 1946-1947.

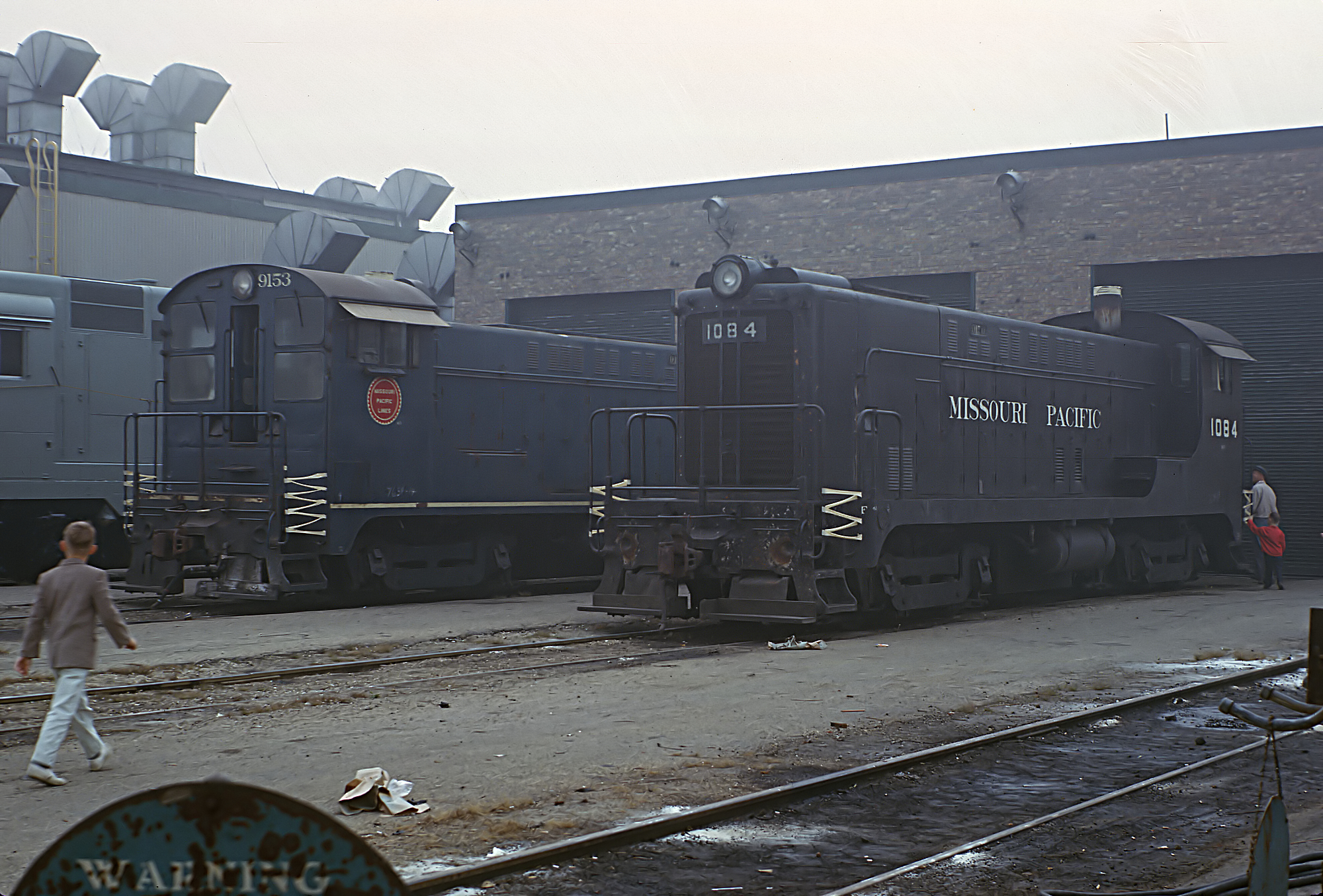
Baldwin VO-1000.

Ces locomotives sont l'adaptation aux standards européens d'une locomotive diesel déjà existante sur les chemins de fer américains, le Baldwin VO-1000 (en) construit de 1939 à 1946, mais qui est de type BB et dont la charge par essieu dépasse les 25 tonnes. Afin de rendre cette charge par essieu acceptable pour les voies plus faiblement armées comme en France, Baldwin équipe ce modèle de bogies à trois essieux, ramenant la masse à 17,6 tonnes par essieu.
Baldwin est en mesure de proposer un modèle équipé d'un moteur à 8 cylindres de 1 000 ch ou un modèle à 6 cylindres de 660 ch. Compte tenu des tâches de manœuvre qu'elle envisage d'assigner aux locomotives et qui ne nécessite pas un puissance très élevée, la SNCF choisit la seconde solution. Il s'agit de la première grande série équipée du moteur série 600, dénommée par son constructeur « DRS-6-4-660 », « DRS » signifiant « Diesel road switcher », « 6-4 » étant respectivement le nombre total d'essieux et le nombre d'essieux moteurs et « 660 » indiquant la puissance du moteur.

## Description

### Caractéristiques techniques

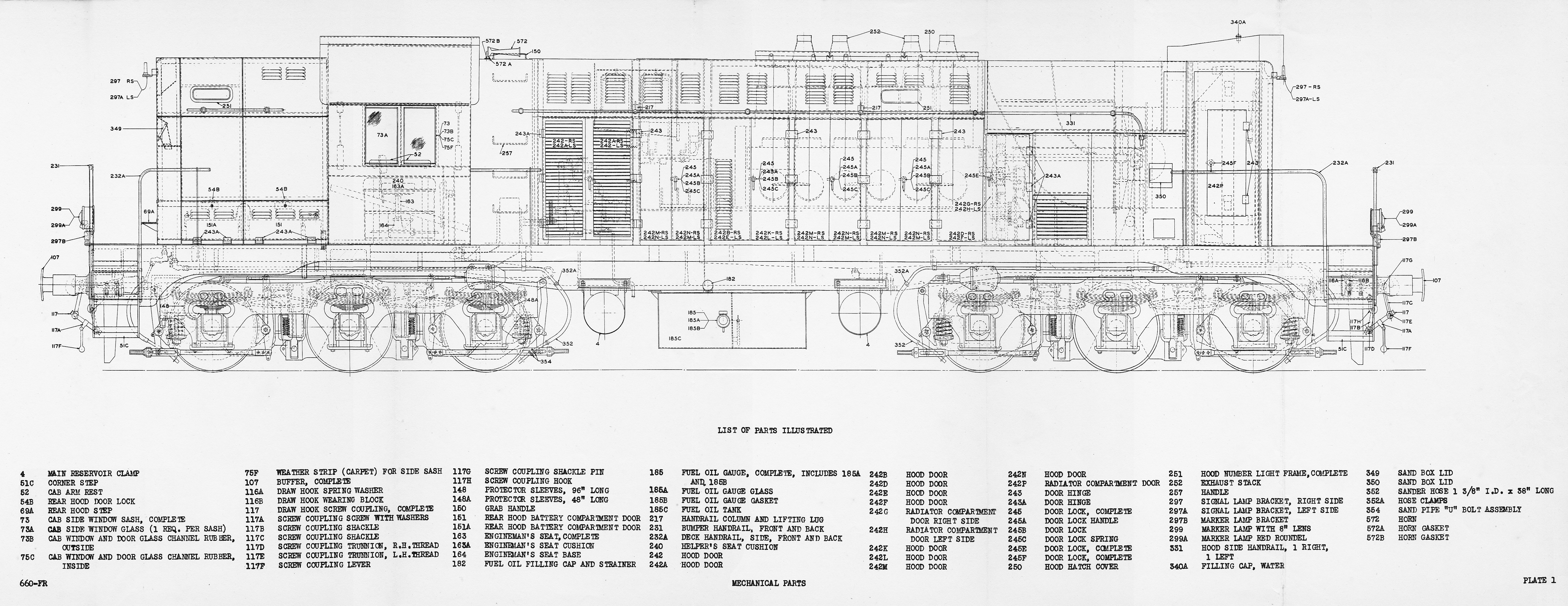
Nomenclature de la locomotive Diesel Baldwin DRS-6-4-660.

Les A1AA1A 62000 sont des locomotives imposantes en raison de leur longueur (17,720 m), de leur masse (109,5 t de masse totale pour une masse adhérente de 73 t) et de la hauteur de leurs capots.
Ces locomotives sont équipées d'un châssis et de bogies monobloc en acier moulé à traverse centrale, leur offrant une grande résistance aux chocs et les rendant bien adaptées au service de manœuvre. En effet, aucune A1AA1A 62000 n'est radiée en raison d'une défaillance de son châssis après un choc, un tamponnement ou un déraillement.
Le châssis supporte deux capots de longueur inégale et une cabine de conduite. Le grand capot, considéré comme placé à l'« avant », abrite le moteur Diesel, la génératrice électrique et leurs auxiliaires. Le petit capot, dit « arrière », renferme les batteries d'accumulateurs. La cabine ne possède qu'un seul poste de conduite, sur le côté gauche, où le conducteur est assis dos à la vitre latérale et regarde vers le grand capot. Les conducteurs de ces locomotives ne bénéficient pas d'une vue optimale sur la voie mais, lorsque ces engins sont mis en service, le cheminots qui ont roulé sur des locomotives à vapeur s'en accommodent ; avec le temps, pourtant, cela devient un vrai handicap malgré la mise en place de fenêtres plus grandes sur certaines unités et d'un système de rétroviseurs.

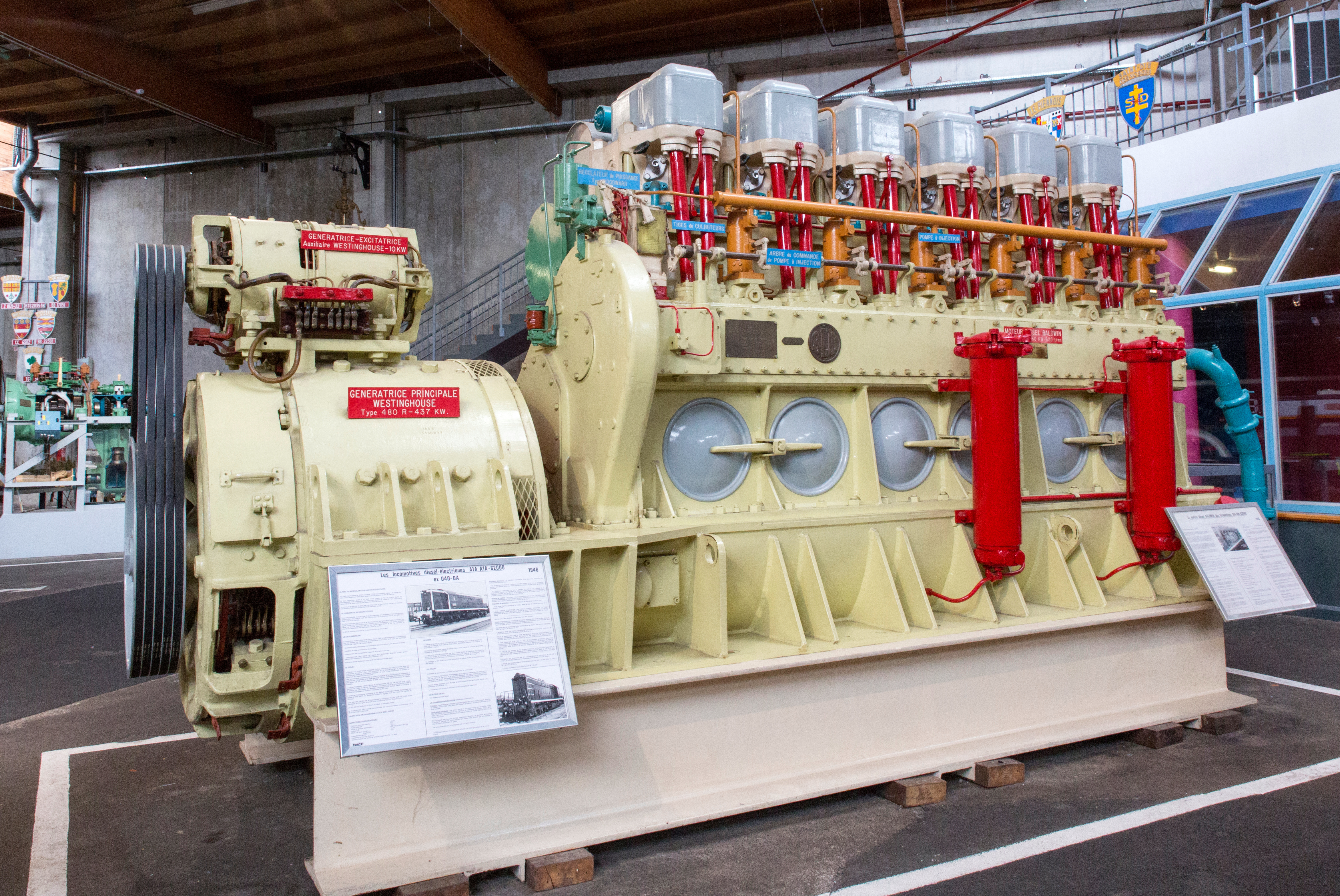
Moteur Baldwin 606 NA (Cité du train, Mulhouse).

Le moteur atmosphérique Diesel Baldwin 606 NA, à six cylindres en ligne, développe une puissance nominale de 760 ch à 625 tr/min. Il est accouplé à une génératrice Westinghouse alimentant en courant continu quatre moteurs électriques de traction. Cette génératrice sert également de démarreur pour le lancement du moteur Diesel.

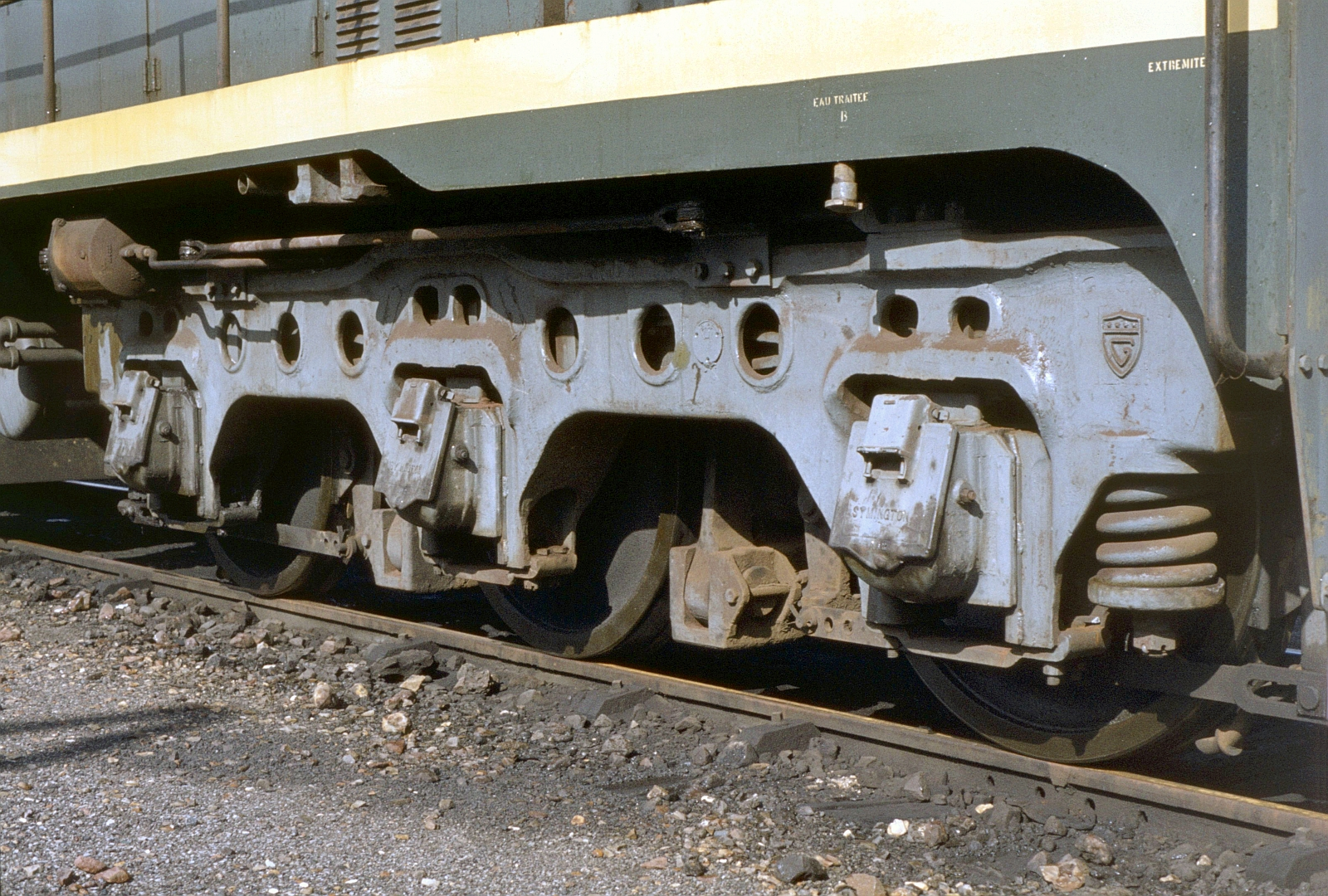
Un des bogies en acier moulé de la 62026 à Bobigny.

Les moteurs de traction suspendus par le nez entraînent les essieux extrêmes de chaque bogie, l'essieu médian étant simplement porteur (disposition A1A). Le diamètre des roues est de 1 100 mm. Le châssis du bogie est monobloc, en acier coulé, ce qui lui confère une grande résistance. La suspension fait appel à une conjugaison de ressorts à lames et de ressorts en hélice.
Lors de leur mise en service, ces machines sont couplables entre elles mais cette possibilité disparaît à la faveur de révisions entre 1952 et 1955. 
En raison de leurs dimensions imposantes, les A1AA1A 62000 ne respectent pas le gabarit ferroviaire standard de la SNCF ; des modifications sont apportées pour remédier à cette situation mais, malgré tout, les locomotives restent interdites de circulation sur les lignes alors alimentées par un troisième rail (banlieue ouest-parisienne, ligne de la Maurienne). Leur vitesse, fixée à 96 km/h à l'origine, est ramenée à 80 km/h dans un second temps.
Les modifications apportées aux locomotives au fil de leur carrière visent essentiellement à les rendre plus efficaces dans les opérations de manœuvre ; ce sont la pose d'un enregistreur de vitesse et d'une radio sol-train, le montage d'un attelage automatique (pour certaines unités) et d'une télécommande des opérations de triage.

### Livrée et numérotation

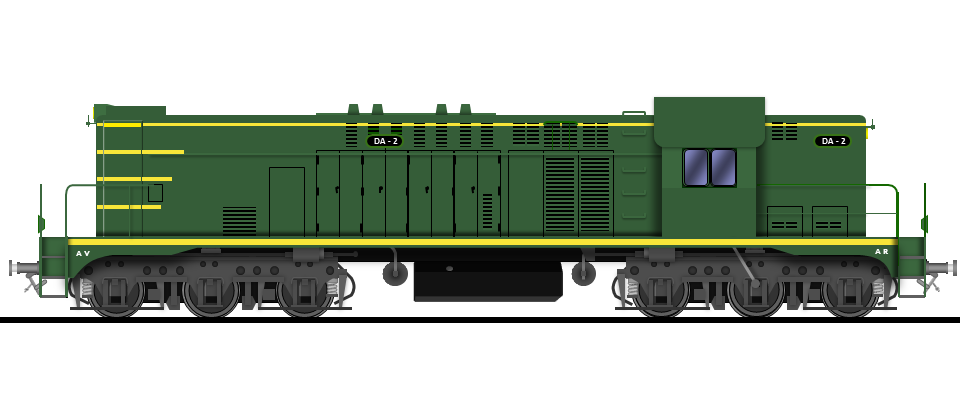
A1AA1A 62002 en livrée d'origine.

Lors de leur mise en service, les locomotives sont peintes en « vert extérieur 306 » avec de minces filets « jaune jonquille 401 ». Par le suite, le vert extérieur cède la place au « vert celtique 301 » et les filets jaunes se multiplient et sont plus larges ; les traverses de tête adoptent cette même couleur.
Immatriculées 040 DA 1 à 100 à leur intégration au parc SNCF, elles sont réimmatriculées le 1er janvier 1962 dans la série A1AA1A 62001 à 62100, dans le cadre du plan général de renumérotation des engins moteurs.

## Dépôts titulaires et services

Dépôts titulaires des A1AA1A 62000.

La mise en service des 040 DA s'échelonne du 15 avril 1946 au 28 septembre 1947. Dès leur livraison, les locomotives sont affectées à toutes les régions de la SNCF à l'exception du Sud-Ouest :
- Région Est : Île-Napoléon (Mulhouse), Mohon, Strasbourg, Hausbergen, Conflans-Jarny, Metz-Frescaty, Longwy, Blainville, Nancy, Châlons-sur-Marne, Thionville, Metz-Sablon.
- Région Nord : La Chapelle, La Plaine, Dunkerque, Valenciennes, Lens.
- Région Ouest : Rouen-Orléans, Trappes, Achères, Nantes-Blottereau, Le Mans, Rennes.
- Région Sud-Est : Paris-Bercy, Lyon-Vaise, Villeneuve, Dijon, Lyon-Perrache, Nevers, Ambérieu, Chambéry.
- Région Méditerranée : Marseille-Arenc, Marseille-Saint-Charles, Miramas, Nîmes, Béziers, Narbonne, Nice.

Pour l'ensemble des locomotives, de leur mise en service à leur radiation, les révisions sont assurées par les ateliers d'Épernay.
Bien que ces machines soient initialement destinées à la manœuvre, des 040 DA de la SNCF assurent également la traction de trains de marchandises, notamment sur les régions Sud-Est et Méditerranée, ainsi que des trains de desserte sur la région Nord au départ de Dunkerque, Somain, Lens, et Douai-triage.

Effectifs des A1AA1A 62000 (au 1 janvier de chaque année).

À partir d'août 1957 ces locomotives sont regroupées sur les régions Est et Nord. En 1992 le dépôt de Lens reste le seul titulaire des A1AA1A 62000 et les dernières prestations de ces engins sont la traction des trains de travaux sur le chantier de la ligne nouvelle du TGV Nord.
La première unité qu'est la 62052 du dépôt de Lens est amortie en janvier 1982 comme quatre de ses consœurs la même année, 12 le sont en 1983, 4 en 1984, 3 en 1985 pour un effectif qui se stabilise à 67 unités au 1er avril 1986 jusqu'à 22 au 1er janvier 1992 et les dernières unités sont réformées en juin 1993. Les regroupements successifs sont liés à la mise en service d'un nombre croissant de BB 63000/63500, plus puissantes mais dotées d'une moindre adhérence ; finalement ce sont ces mêmes locomotives qui reprennent les dernières prestations des A1AA1A 62000 lensoises.
Les A1A1A1A 62000 reçoivent, au cours de leur carrière, plusieurs surnoms. Appelées « Baldwins » en région parisienne, une référence à leur constructeur, elles sont pourtant plus souvent connues comme les « Yayas », au même titre que les A1AA1A 68000 et 68500, en raison de la disposition de leurs essieux. En région Est, ce sont des « Dakotas », car elles sont américaines et contemporaines de l'avion Douglas DC-3 alors qu'ailleurs ce dernier surnom est plutôt attribué aux CC 65500.

## Seconde carrière et machines conservées

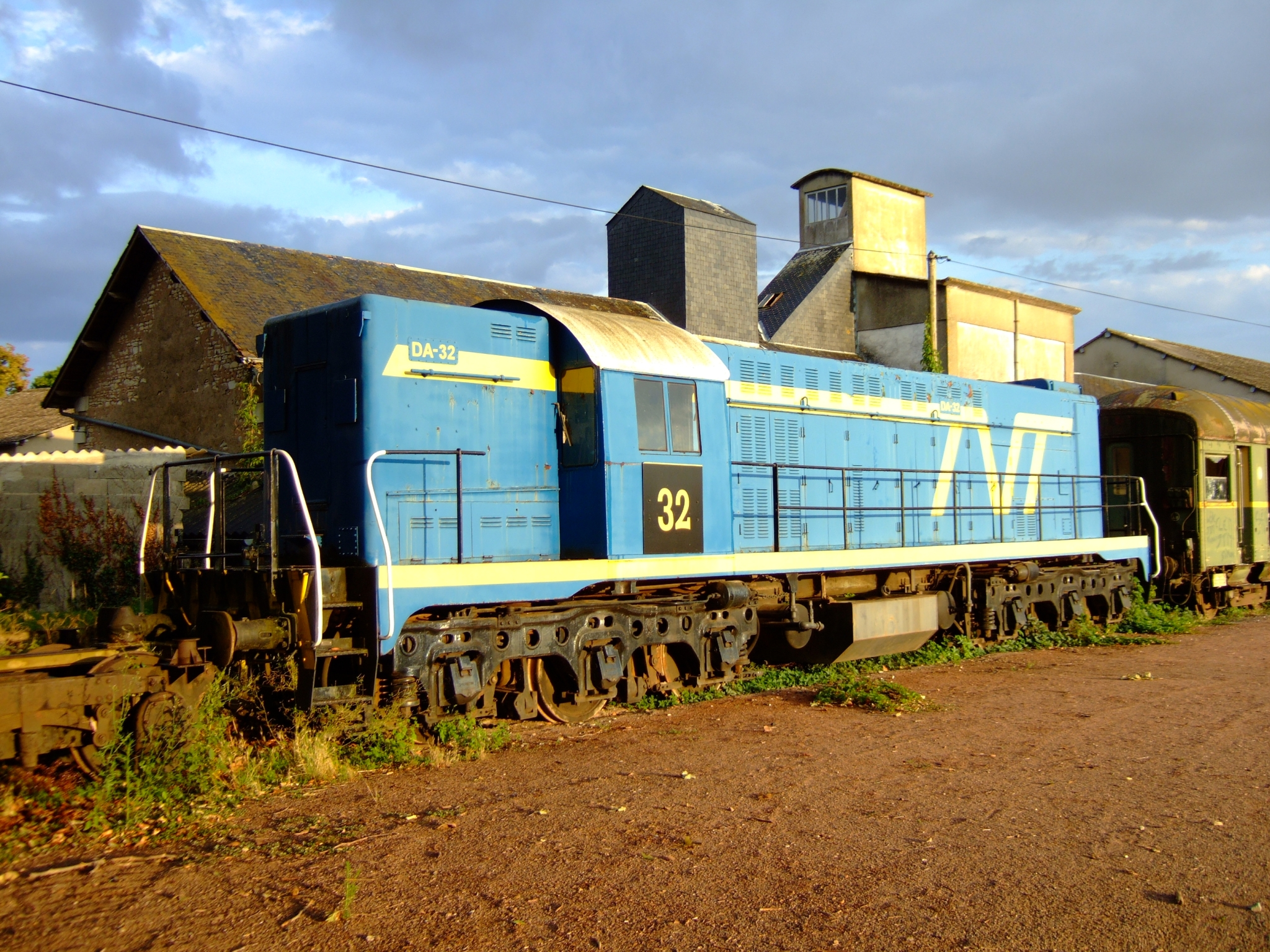
La 62032, Train à vapeur thouarsais (Richelieu, 2006.)

Après leur réforme de la SNCF, peu de ces locomotives reprennent du service commercial pour des opérateurs privés. Seuls trois exemplaires, rachetés par le Train à vapeur de Touraine, assurent la desserte de l'étoile de Loudun entre 1985 et 1992, faisant en outre vers la fin de cette période l'objet d'une location auprès de l'entreprise de travaux ferroviaires Vecchietti et des CFTA. De ces trois locomotives, seules les 62032 et 62073 subsistent. Le gabarit des engins de cette série, leur mauvais état général dû à leur utilisation intensive dans des conditions difficiles et la visibilité médiocre offerte au conducteur participent sans doute à cette désaffection.
La A1AA1A 62001 est classée monument historique en 1999. Garée à l'état d'épave sur le site d'Europorte à Gray, elle est ferraillée en août 2022 sans que le Coni'fer, son propriétaire, en soit averti.
Au 1er janvier 2024, quatre machines sont préservées :
- A1A-A1A 62029 : (Chemin de fer touristique du Rhin). Préservée et visible au dépôt du CFTR[17] ;
- A1A-A1A 62032 : (Train à vapeur thouarsais). Garée hors service (bloc moteur fissuré en trois) en gare de Thouars[18] ;
- A1A-A1A 62073 : (Chemin de fer touristique du Rhin). Arrivée à Volgelsheim au mois de novembre 2021. En cours de restauration[19] ;
- A1A-A1A 62094 : (Centre de la mine et du chemin de fer). Préservée en bon état par le CMCF à Oignies[20].

## Autres réseaux

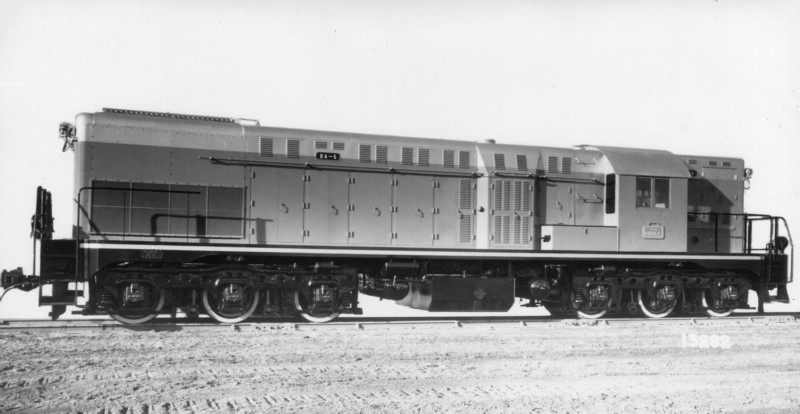
Locomotive 040 DA 5 des Chemins de fer algériens en 1947.

Des modèles voisins des A1AA1A 62000 mais dotés de motorisations différentes, sont vendus par Baldwin à des réseaux de territoires africains sous tutelle française dans les années 1940-1950.
L'Office des chemins de fer algériens prend livraison, en 1947, de quarante locomotives de type DRS-6-4-1500 (puissance de 1 500 ch) ; vingt de ces locomotives sont équipées d'une chaudière pour le chauffage des rames de voyageurs. Quatre unités encore plus puissantes (type Baldwin AS-416 (en)) de 1 600 ch sont mises en service, ainsi que vingt machines d'une puissance de 1 000 ch seulement.
La Compagnie des chemins de fer du Maroc reçoit dix-huit DRS-6-4-1500 ainsi que six locomotives de 660 ch identiques à celles de la SNCF. L'Office chérifien des phosphates met en circulation une locomotive de 750 ch.
Quatre DRS-6-4-1500 sont livrées à la Compagnie fermière des chemins de fer tunisiens.
Le chemin de fer Méditerranée-Niger met également en service six DRS-6-4-1500.

## Modélisme
Cette locomotive a été reproduite en modélisme ferroviaire : 
- à l'échelle 1:43,5 (échelle 0) par les firmes artisanales RMCF, Télétrain, HAXO-Modèles et AMJL.
- à l'échelle 1:87 (échelle H0) par les firmes artisanales Au Pullman, RMCF, Carpena et Goupille, Télétrains, AMJL, et DJH Model Loco11, plus récemment par la firme espagnole Mabar (juillet 2015). Mehano a également produit ce modèle.
- à l'échelle 1:8 pour de la voie de 7"1/4 (écartement 184 mm) par MTP (Marc Trocmé Production).

## Galerie

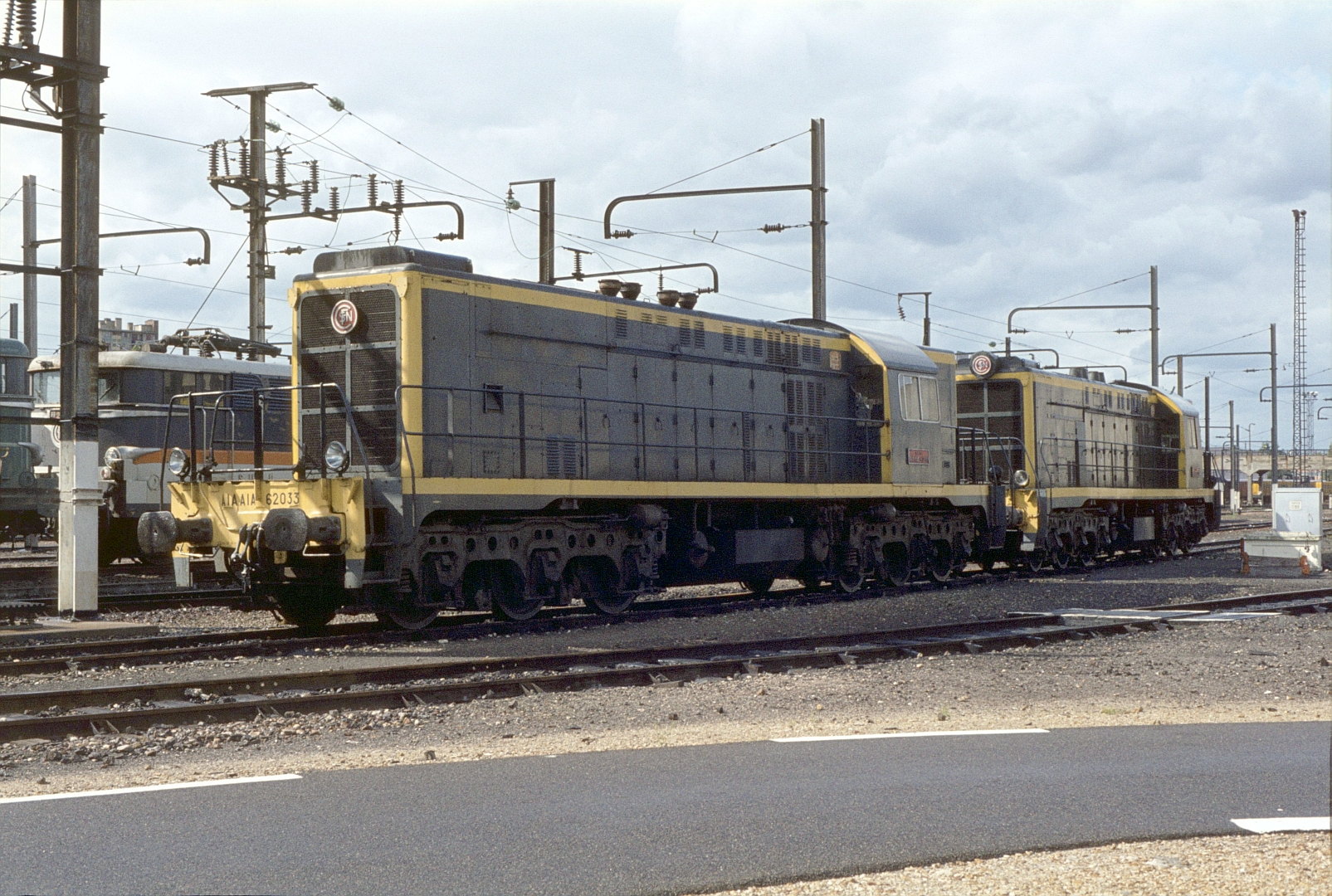
La 62033 à Bobigny le 18 septembre 1983.
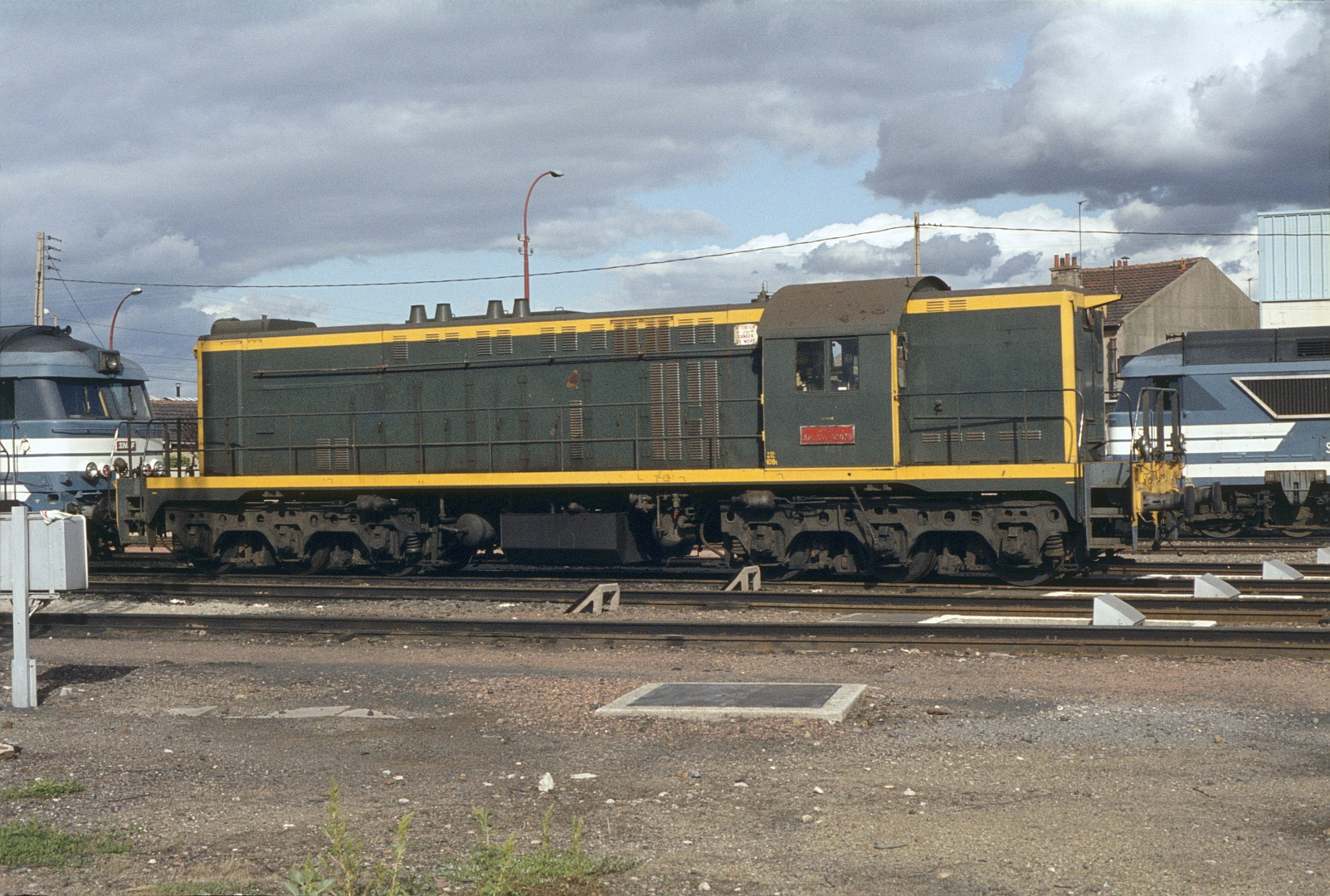
La 62030 à Bobigny le 18 septembre 1983.
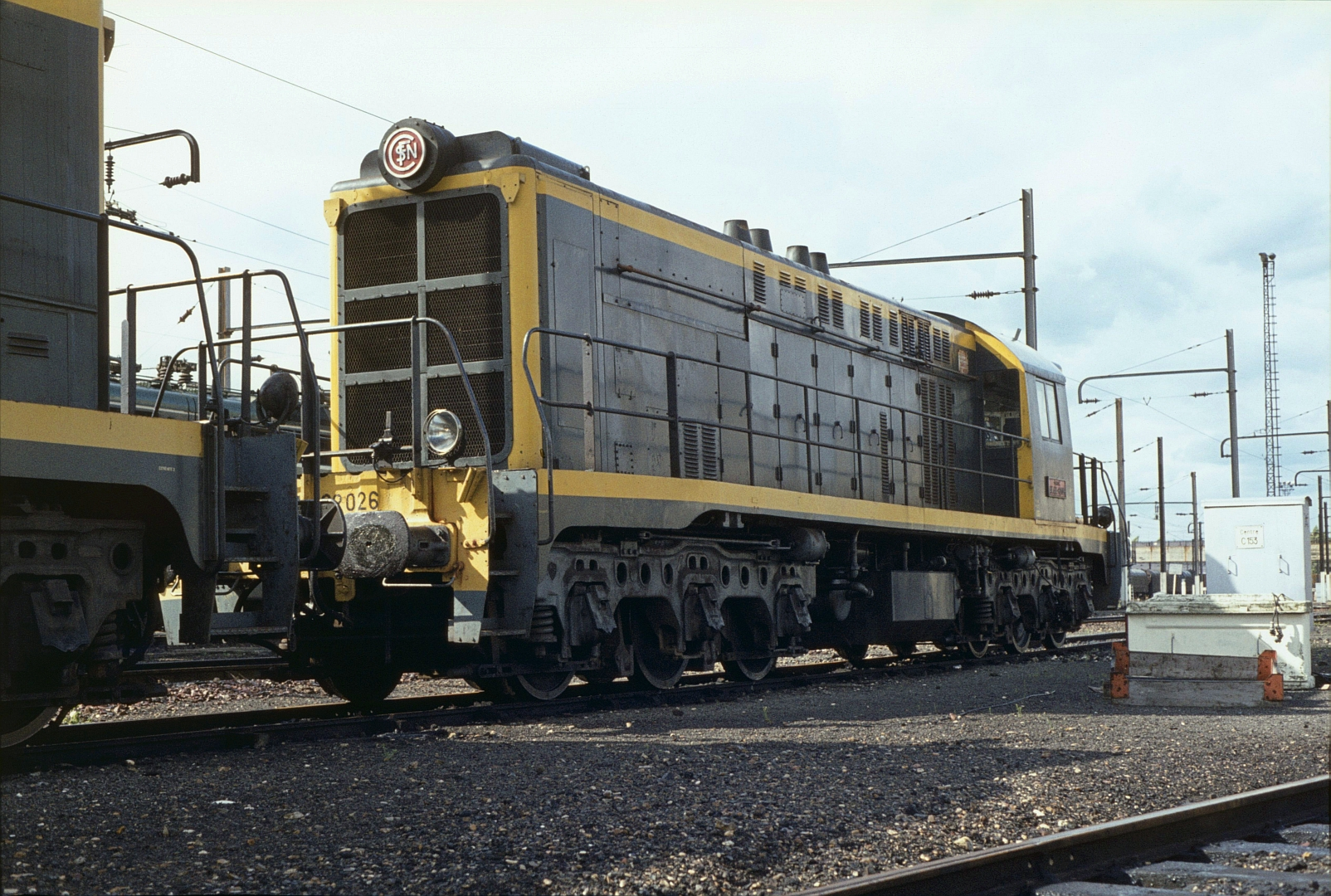
La 62026 à Bobigny le 18 septembre 1983.